# Rouvres-Saint-Jean
Rouvres-Saint-Jean je francouzská obec v departementu Loiret v regionu Centre-Val de Loire. V roce 2011 zde žilo 290 obyvatel.

## Vývoj počtu obyvatel
Počet obyvatel